# Spinnerei an der Lorze

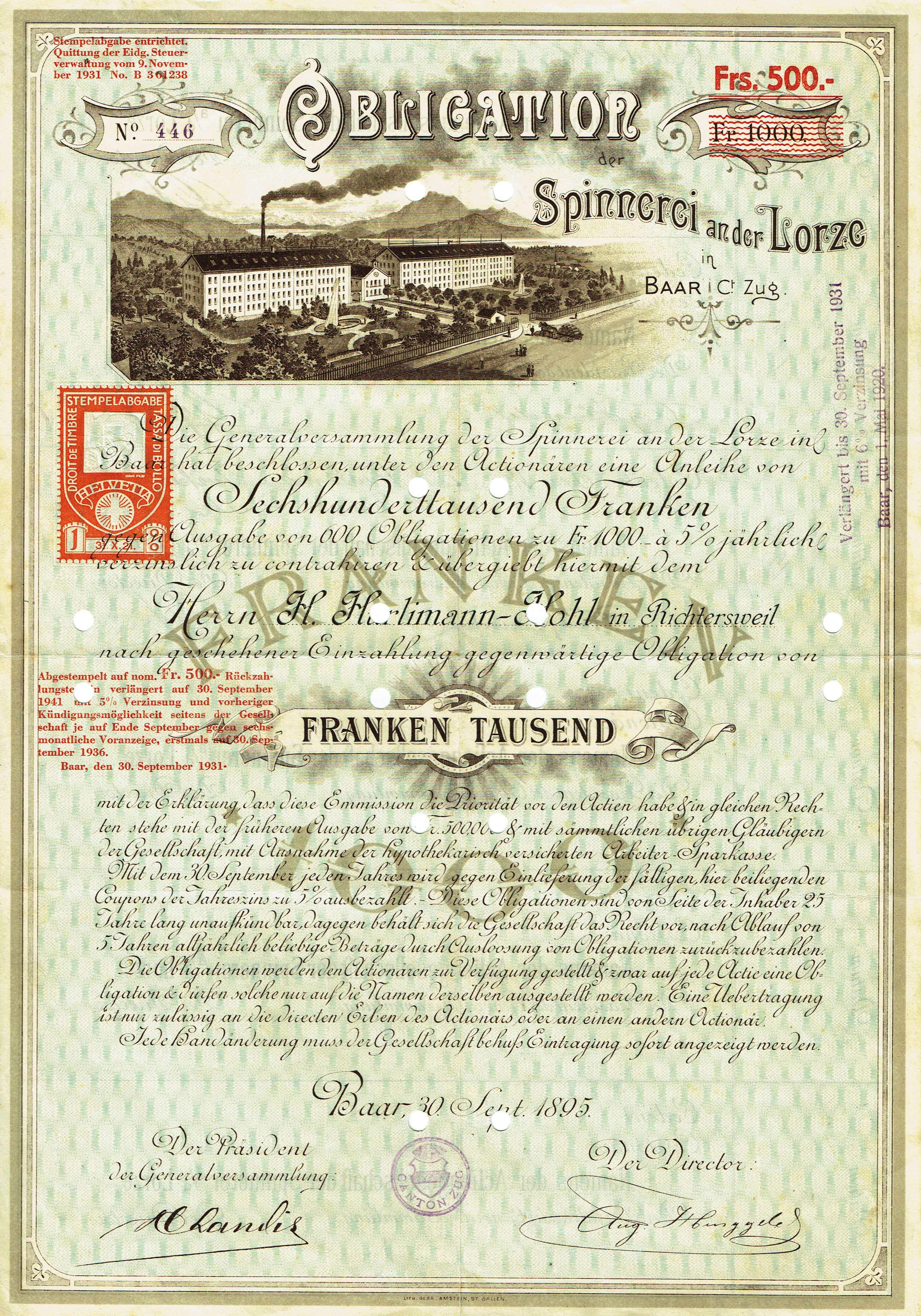
Obligation der Spinnerei an der Lorze vom 30. September 1895

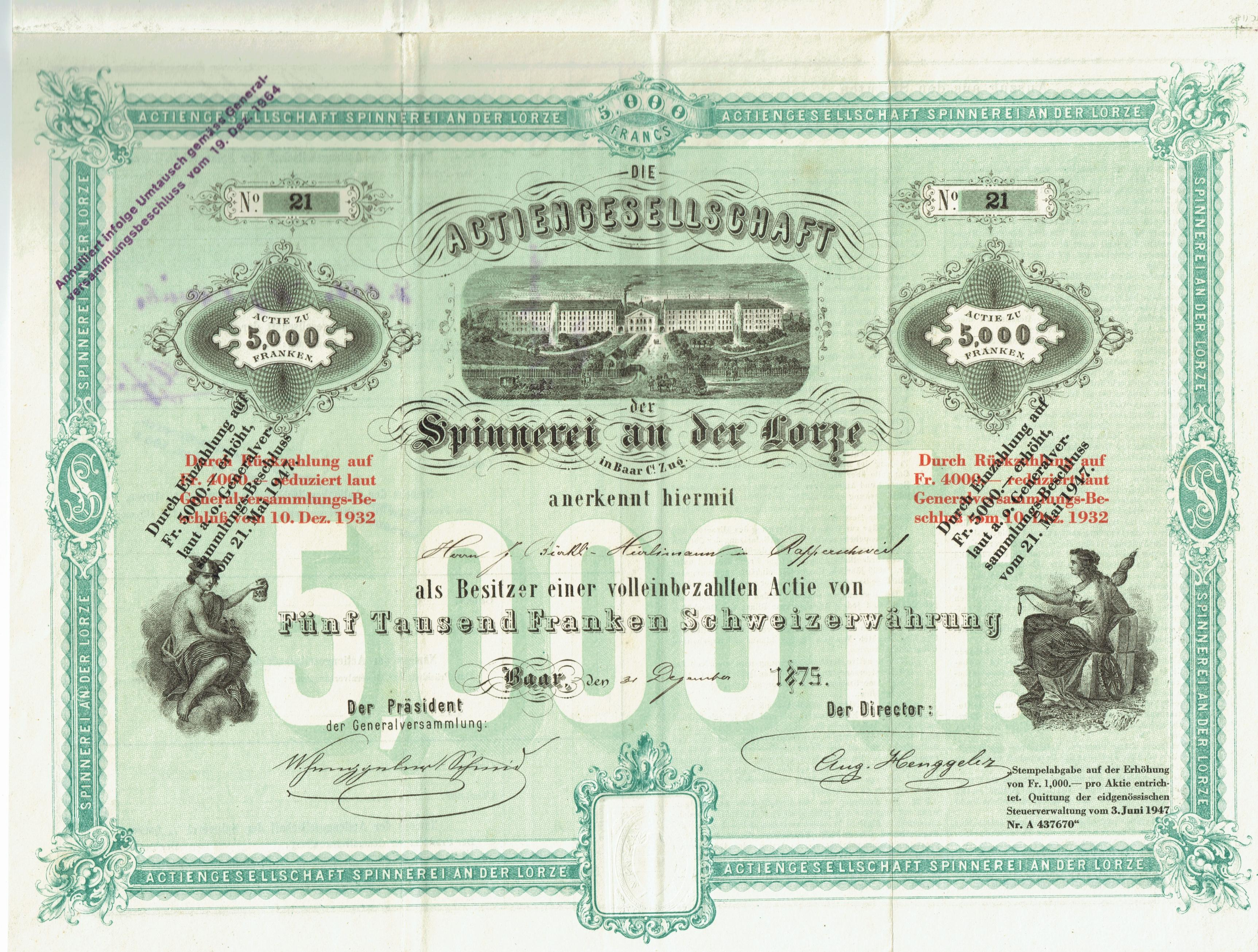
Aktie der Spinnerei an der Lorze vom 31. Dezember 1875

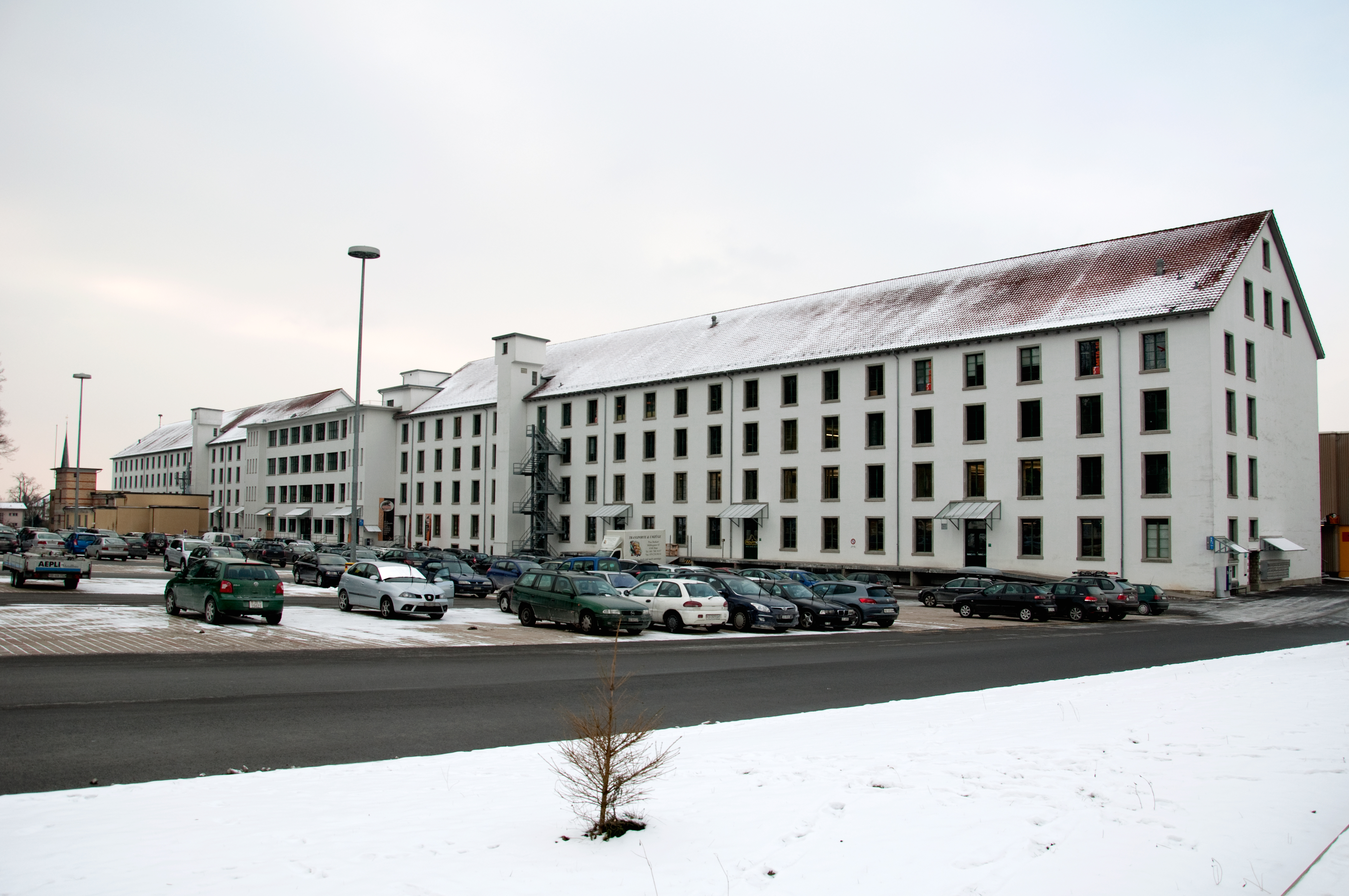
Gebäude der Spinnerei an der Lorze im Jahre 2012

Ab 1854 entstand mit der Inbetriebnahme der Spinnerei an der Lorze am Ostrand des Dorfes Baar an der neuen Strasse nach Sihlbrugg ein neues Industriegebiet. Wolfgang Henggeler war einer der Mitbegründer der Spinnerei. Die Spinnerei war zeitweilig die grösste Baumwollspinnerei der Schweiz. Die Industrialisierung veränderte innerhalb weniger Jahrzehnte das wirtschaftliche, gesellschaftliche und konfessionelle Zusammenleben in Baar vollständig.

## Geschichte
Mit dem Zuzug von Arbeitskräften für die Spinnerei stieg auch die Zahl der Protestanten (1850 12, 1860 209) in Baar, weshalb 1863 unter Mithilfe der Spinnerei  die reformierte Kirchgemeinde des Kantons Zug gegründet wurde, welche 1867 die nahe der Spinnerei erbaute erste reformierte Kirche im Kanton einweihen konnte. Da die Spinnerei in ihrem Umkreis Kosthäuser für die Arbeiterfamilien erstellte und Wohnhäuser für das Kader entstanden, bildete sich abseits des alten Dorfkerns von Baar ein neuer Ortsteil. Bis 1919 folgten weitere, zum Teil in direktem Zusammenhang mit der Spinnerei stehende Betriebe der Holzverarbeitung (Holztextilspulen 1869, Holzwarenfabrik 1913, die 1938 als Möbelfabrik weitergeführt wurde), der Nahrungs- und Genussmittelproduktion (Brauerei 1862, Mühle 1905), des Metall- (1900) und Apparatebaus (Wasserwirtschaftsapparate 1919) sowie der Energiegewinnung (Elektrizitätswerk Baar 1896, 1897–1992 von der Spinnerei betrieben), welche Baar zur Industriegemeinde machten.
Ende der 1920er-Jahre geriet die Spinnerei in eine lang anhaltende Absatzkrise, die zu grossen Arbeitsplatzverlusten führte. 1993 wurde der Betrieb der Spinnerei an der Lorze eingestellt.